# Temporada de furacões no Atlântico de 1863
A temporada de furacões no Atlântico de 1863 contou com cinco ciclones tropicais que atingiram a costa. Na ausência de satélites modernos e outras tecnologias de sensoriamento remoto, foram registradas apenas as tempestades que afetaram áreas terrestres povoadas ou encontraram navios no mar, portanto, o total real pode ser maior. Um viés de subcontagem de zero a seis ciclones tropicais por ano entre 1851 e 1885 foi estimado. Houve sete furacões registrados e nenhum grande furacão, que são categoria 3 ou superior na escala Saffir-Simpson moderna. Dos 1863 ciclones conhecidos, sete foram documentados pela primeira vez em 1995 por José Fernández-Partagás e Henry Diaz, enquanto a nona tempestade tropical foi documentada pela primeira vez em 2003. Essas mudanças foram amplamente adotadas pela reanálise de furacões no Atlântico da Administração Nacional Oceânica e Atmosférica em suas atualizações para o banco de dados de furacões no Atlântico (HURDAT), com alguns ajustes.
Embora não esteja oficialmente listado no HURDAT, o furacão "Amanda", em homenagem a um navio encalhado pela tempestade, desenvolveu-se no Golfo do México em 24 de maio. Documentado pela primeira vez em 2013 por Michael Chenoweth e Cary Mock, o sistema virou vários outros navios e causou danos ao longo da costa do Panhandle da Flórida. O ciclone atingiu a costa perto de Apalachicola, Flórida, excepcionalmente no início da temporada, em 28 de maio. Amanda é o único furacão conhecido nos Estados Unidos no mês de maio desde que os registros do HURDAT começaram em 1851. Em terra e no mar, o ciclone deixou pelo menos 110 fatalidades. Poucas outras tempestades foram notáveis. Em agosto, a terceira tempestade oficial virou o brigue americano Bainbridge ao largo de Hatteras, Carolina do Norte, afogando 80 pessoas. O sétimo ciclone oficial causou 10 mortes perto de Tampico, Tamaulipas, após o naufrágio do navio JKL.

## Sistemas

### Furacão Um
Um furacão de categoria 2 foi encontrado pela primeira vez pelo navio Francis B. Cortando cerca de 1,010 km (630 mi) ao sul-sudeste de Cabo Race, Terra Nova e Labrador, em 8 de agosto. Com ventos estimados em 169 km/h (105 mph), a tempestade enfraqueceu para um furacão categoria 1 várias horas depois, enquanto seguia para o nordeste. O ciclone foi observado pela última vez no final de 9 de agosto.

### Furacão Dois
O navio American Congress encontrou esta tempestade pela primeira vez em 18 de agosto, cerca de 510 km (320 mi) ao sul-sudeste da Ilha Sable. Relatórios do American Congress e outros navios no caminho do ciclone sugerem que a tempestade era um furacão de categoria 2 que se moveu para leste-nordeste na costa atlântica do Canadá entre 18 de agosto e 19 de agosto. O furacão causou a perda do navio BR Millam, cuja tripulação se transferiu para Tebas, enquanto o Herzogin perdeu vários mastros e velas.

### Furacão Três
Um furacão foi visto pela primeira vez pelo navio Addie Barnes em 19 de agosto no Oceano Atlântico ocidental, a meio caminho entre o sudeste das Bahamas e as Bermudas. Dirigiu-se para noroeste, causando fortes chuvas e danos aos Outer Banks da Carolina do Norte, mas permaneceu no mar. Ele virou para o nordeste e atingiu a costa perto de Dartmouth, Nova Escócia, antes de se transformar em um ciclone extratropical. Vários navios foram atingidos pelo furacão. O brigue americano Bainbridge virou na tempestade ao largo de Hatteras no início de 21 de agosto com a perda de 80 vidas. O único sobrevivente foi resgatado pelo South Boston na noite de 22 de agosto. O navio American Congress encontrou este furacão em 22 de agosto fora do Banco Georges. Em 23 de agosto, o Minor naufragou no lado sul da Ilha de St Paul, na ponta nordeste da Nova Escócia. Dois navios, incluindo o Ashburton, registraram uma pressão barométrica de 975 mbar (28.8 inHg), o menor em relação à tempestade.

### Furacão Quatro
Este furacão é conhecido por dois relatórios de navios. O navio a vapor Dolphin, navegando de Key West para a cidade de Nova Iorque, encontrou um furacão na noite de 27 de agosto e para as 18 horas depois. Relatórios de vento do navio sugeriram que a tempestade era uma furacão de categoria 2 com ventos de 169 km/h (105 mph). O brigue Camilla foi atingido por volta de 320 km (200 mi) de Sandy Hook em Nova Jérsia em 28 de agosto e forçado a retornar ao porto para reparos. A tempestade foi notada pela última vez mais tarde naquele dia.

### Furacão Cinco
Uma tempestade tropical foi inicialmente encontrada perto das Pequenas Antilhas em 9 de setembro pelo navio Frank W.. Mais tarde naquele dia, o navio Mary Ann ficou sem mastros. Estima-se que o ciclone se intensificou para furacão de categoria 1 por volta das 12:00 UTC em 9 de setembro, com ventos chegando a 130 km/h (80 mph). O sistema moveu-se para o norte-noroeste ou para o norte por vários dias e se aproximou das Bermudas no final de 11 de setembro. Naquela época, alguns navios a sudeste da ilha foram danificados durante a tempestade e colocados nas Bermudas como resultado. No início de 13 de setembro, o furacão estava começando a se mover em uma direção mais nordeste. A barca Machae ficou sem mastros em 14 de setembro. O ciclone enfraqueceu para uma tempestade tropical no início do dia seguinte. Em 16 de setembro, o Glad Tiding observou pela última vez a tempestade a meio caminho entre a Terra Nova e a Irlanda.

### Tempestade tropical Seis
Uma tempestade tropical se formou perto do sul da Flórida em 16 de setembro. Mais tarde naquele dia, o sloop Eliza ficou sem mastros no recife Matanilla, cerca de 80 km (50 mi) ao norte de Grande Bahama. Movendo-se para o norte-nordeste, a tempestade começou a se aproximar das Carolinas em 17 de setembro. O ciclone se intensificou e atingiu o pico com ventos de 110 km/h (70 mph) no mesmo dia. Por volta das 13:00 UTC em 18 de setembro, o sistema atingiu a costa em Emerald Isle, Carolina do Norte. A partir daí, a tempestade seguiu rapidamente para norte-nordeste e perdeu as características tropicais perto das fronteiras dos estados de Connecticut – Massachusetts – Nova Iorque no início de 19 de setembro.
Na Carolina do Sul, ventos fortes e grandes ondas impactaram a área de Charleston. Várias casas foram destruídas, forçando alguns ocupantes a enfrentar a tempestade completamente expostos às intempéries. As ondas ultrapassaram os diques, inundando os acampamentos do exército ao longo da costa. Em 18 de setembro, duas escunas viraram no rio Potomac inferior. As colheitas também foram destruídas na área, enquanto uma ponte ferroviária foi levada. Um navio ficou sem mastros em Cove Point, na baía de Chesapeake, em 18 de setembro. As fortes chuvas na Pensilvânia resultaram em inundações ao longo do Rio Delaware e do Canal Lehigh, especialmente em Easton. Em Jim Thorpe, então conhecido como Mauch Chunk, três pontes foram destruídas, enquanto uma barragem foi destruída. Na cidade de Nova Iorque, ventos fortes foram observados no porto.

### Tempestade tropical Sete
Em 18 de setembro, um forte vendaval do norte destruiu o navio Smoker na barra de Tampico, Tamaulipas, no México. Em 19 de setembro, dois navios foram virados, o John Howell e o JKL. Após o naufrágio deste último, 10 pessoas morreram afogadas, incluindo o capitão. Nenhum local específico é conhecido para esses naufrágios, portanto, nenhuma pista completa para essa tempestade é conhecida, mas ela estava ativa no oeste do Golfo do México a partir de 18 de setembro. A tempestade atingiu a costa no início de 19 de setembro em uma área rural de Tamaulipas, ao norte de Tampico. Com base no modelo de decadência do interior de John Kaplan e Mark DeMaria criado em 1995, estima-se que o ciclone se dissipou várias horas depois.

### Tempestade tropical Oito
Três navios relataram ter encontrado uma tempestade tropical em 26 de setembro no Atlântico ocidental, começando com Horace E. Bell por volta de 510 km (320 mi) a oeste-sudoeste das Bermudas. Dados desses navios indicaram que a tempestade atingiu o pico com ventos de 97 km/h (60 mph). A tempestade moveu-se rapidamente para o norte-noroeste e foi observada pela última vez no Médio Atlântico no início de 27 de setembro.

### Tempestade tropical Nove
Uma tempestade tropical formou-se na costa sudeste do Texas às 00:00 UTC em 29 de setembro, embora o sistema exibisse algumas características não tropicais. Movendo-se para nordeste, o ciclone atingiu a costa perto de Galveston, Texas, cerca de doze horas depois com ventos de 110 km/h (70 mph). Naquela época, uma pressão barométrica de 999 mbar (29.5 inHg) foi observada em Houston, a menor pressão em relação à tempestade. Às 12:00 UTC, o ciclone fez a transição para um ciclone extratropical no sudoeste da Louisiana. Os remanescentes moveram-se para o norte-nordeste até se dissiparem no sul do Mississippi em 1 de outubro.
No Texas, ventos fortes e danos em árvores ocorreram em Sabine Pass, onde a escuna Manhasett desembarcou. O Manhasett, um navio da União, foi então capturado pelos confederados. Na Louisiana, fortes chuvas na bacia de Atchafalaya ao longo de dois dias e meio forçaram as tropas confederadas a permanecer em Morgan's Ferry. As chuvas da tempestade em Nova Orleães encerraram uma seca na cidade.

### Outras tempestades

#### Furacão "Amanda"

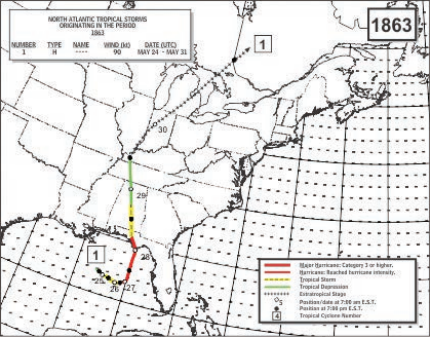
Trajeto proposto do furacão "Amanda"

Com base na análise de Michael Chenoweth e Cary Mock em 2013, um sistema tropical desenvolvido no Golfo do México em 24 de maio. Nomeado para o USS Amanda, uma barca que dirigiu para a costa, estima-se que o ciclone tropical tenha se intensificado em um furacão em 27 de maio. Ele se moveu para o norte e atingiu a costa a oeste de Apalachicola, Flórida, em 28 de maio. No início daquele dia, Amanda observou uma pressão barométrica de 975 mbar (28.8 inHg), o mais baixo em associação com o ciclone. A tempestade enfraqueceu enquanto se movia para o interior, antes de acelerar à frente de uma frente fria e se tornar um ciclone extratropical sobre o Kentucky no final de 29 de maio. Uma baixa extratropical absorveu os restos da tempestade sobre Quebec em 31 de maio. Conforme delineado por Chenoweth e Mock, Amanda seria o primeiro furacão a atingir os Estados Unidos no ano civil. No entanto, esta tempestade não está listada no HURDAT2.
Amanda causou grandes danos no nordeste do Golfo do México e no Panhandle da Flórida. Além de afundar o Amanda, vários outros navios enfrentaram a tempestade ou também viraram. Pelo menos 38 mortes ocorreram no mar. Em St. Marks, Flórida, ventos fortes destruíram casas e cercas, bem como salinas, arruinando cerca de 40.000 alqueires de sal. A tempestade inundou as plantações e os trilhos da ferrovia. Um total de 40 pessoas e 48 mulas e bois morreram afogados. Um adicional de 32 pessoas morreram afogadas em Dickerson Bay e Goose Creek. Alguns fortes costeiros foram danificados, enquanto tendas e equipamentos usados pelas tropas confederadas foram perdidos. Em Tallahassee, fortes chuvas e fortes vendavais foram relatados, danificando casas e outras propriedades. O furacão causou mais de 110 fatalidades.

#### Tempestade Terra Nova
Em 11 de setembro, o navio North American relatou um 'furacão de SW' em uma posição que indicaria um centro de tempestade a leste de Terra Nova. Nenhuma evidência de origem tropical para este ciclone foi encontrada.